# Canthon lunatus
Canthon lunatus е вид бръмбар от семейство Листороги бръмбари (Scarabaeidae). Видът не е застрашен от изчезване.

## Разпространение и местообитание
Разпространен е в Аржентина (Буенос Айрес, Катамарка, Кордоба, Ла Риоха, Салта и Сантяго дел Естеро) и Боливия.
Обитава гористи местности, ливади, храсталаци и степи.